# 耶蘇普鎮區 (阿肯色州勞倫斯縣)
耶蘇普鎮區（英語：Jesup Township）是位於美國阿肯色州勞倫斯縣的一個行政鎮區。

## 地方資料
耶蘇普鎮區的面積為36.40平方千米，當中陸地面積為36.37平方千米，而水域面積為0.03平方千米。根據2010年美國人口普查的數據，當地共有人口177人，而人口密度為每平方千米4.86人。